# Языковой знак
Языково́й знак — единица языка (морфема, слово, словосочетание или предложение), служащая либо для обозначения предметов или явлений действительности и их отношений, либо для обозначения отношений между элементами языка в составе сложных знаков; выразитель данного языкового значения. Морфемы, способные реализовывать значения лишь в комбинации с другими знаками, могут быть названы полузнаками или частичными знаками (в противопоставлении полным, отнесённым непосредственно к обозначаемой ситуации — референту, денотату).

## Структура знака
Языковой знак материален и идеален одновременно; он представляет собой единство звуковой оболочки (акустического образа) — означающего (формы) и обозначаемого понятия — означаемого (содержания). Означающее материально, означаемое идеально.
Означающее знака состоит из фонем, не являющихся знаковыми единицами; может быть также выделен нижележащий уровень дифференциальных признаков фонем, способствующих восприятию и различению знаков. Незнаковые единицы Л. Ельмслев называл фигурами.

## Свойства знака
1. Знак произволен: связь между означающим и означаемым обыкновенно не продиктована свойствами обозначаемого предмета[1]. Тем не менее, знак может быть «относительно мотивированным»[4] в случае, если возможен его синтагматический анализ (разложение на знаковые единицы низшего порядка, к примеру членение слова на морфемы) или оно употреблено в переносном значении[5]. Мотивированность ограничивает произвольность знака. В различных языках и в различные периоды существования одного языка соотношение произвольных и частично мотивированных единиц неодинаково. Так, во французском языке доля немотивированных единиц, по-видимому, заметно возросла по сравнению с латынью[4].
2. Знак обладает значимостью (ценностью) — совокупностью реляционных (соотносительных) свойств. Значимость можно выявить только в системе, сравнив языковой знак с другими языковыми знаками.
3. Знак асимметричен: у одного означающего может быть несколько означаемых (в случаях полисемии и омонимии), одно означаемое может иметь несколько означающих (при омосемии). Идею асимметричного дуализма языкового знака высказал С. О. Карцевский. По его мнению, обе стороны языковой единицы (означающее и обозначаемое) не являются неподвижными, то есть соотношение между ними неизбежно нарушается. Это значит, что постепенно изменяется как звуковой облик языковой единицы, так и её значение, что приводит к нарушению первоначального соответствия.
4. Означающее носит линейный характер: в речи наблюдается последовательное развёртывание единиц, располагаемых друг относительно друга по определённым законам[6].
5. Знак характеризуется вариантностью.
6. Знак характеризуется изменяемостью. Данное свойство может проявляться различным образом:

- означающее изменяется, а означаемое остаётся неизменным. Например, раньше месяц февраль назывался феврарь, с течением времени это название трансформировалось в привычное нам февраль; ср. также чело — лоб;
- означающее остаётся неизменным, а означаемое меняется. Так, слово девка в XVIII—XIX вв. не имело отрицательной коннотации, сегодня же мы его употребляем в выражениях наподобие гулящая девка. Слово парень обладало в XVIII—XIX вв. отрицательным уничижительным оттенком; в XX же веке слово юноша выходит из употребления и наблюдается нейтрализация слова парень. Значение может расширяться или сужаться с течением времени.